# Kenneth Appel
Kenneth Ira Appel (1932, Brooklyn – 2013, Dover) est un mathématicien américain, connu pour avoir résolu le problème des quatre couleurs avec  Wolfgang Haken dans les années 1970.

## Biographie
Appel a obtenu son PhD en 1959 à l'université du Michigan sous la direction de Roger Lyndon.
Il a résolu en 1976, avec son collègue Wolfgang Haken à l'université de l'Illinois à Urbana-Champaign, l'un des plus célèbres problèmes de mathématiques, le problème des quatre couleurs. Ils démontrèrent que toute carte à deux dimensions peut être coloriée avec quatre couleurs de façon que deux pays voisins soient toujours de couleurs différentes.
Les enfants d'Appel, Laurel, Peter et Andrew, aujourd'hui professeur à Princeton, participèrent à la vérification de plus de 1 000 cas topologiques qui constituent cette preuve. Mais l'essentiel de la vérification a été réalisé par ordinateur, ce qui a soulevé d'importants problèmes méthodologiques.

## Honneurs
Appel et Haken ont reçu le prix Fulkerson en 1979 pour leur article sur le problème des quatre couleurs.